# Podocorynoides minima
Podocorynoides minima is een hydroïdpoliep uit de familie Rathkeidae. De poliep komt uit het geslacht Podocorynoides. Podocorynoides minima werd in 1903 voor het eerst wetenschappelijk beschreven door Trinci. 